# Mikologija
Mikologija (grško μύκης, mukes - gliva) je veda in znanost, ki se ukvarja z glivami, njihovimi genetskimi in biokemičnimi lastnostmi, njihovo taksonomijo in njihovim gospodarskim pomenom (npr. penicilin v medicini; glive kvasovke pri pridelovanju piva, vina, sira; užitne gobe), kot tudi z nevarnostmi, s katerimi so povezane, npr. z zastrupitvijo ali okužbo. Mikologija je tesno povezana s fitopatologijo, preučevanjem bolezni rastlin.
Tradicionalno je preučevanje gliv sodilo pod botaniko, saj so jih zgodnji taksonomi uvrstili v kraljestvo rastlin, kljub temu, da so po številnih značilnostih bolj podobne živalim (začenši z dejstvom, da so heterotrofi). Samostojno področje je mikologija postala v 19. stoletju. Specifično s patogenimi glivami se ukvarja medicinska mikologija, ki je panoga medicine.